# Saint-Sylvestre (Ardèche)
Pour les articles homonymes, voir Saint-Sylvestre.
Saint-Sylvestre est une commune française située dans le département de l'Ardèche, en région Auvergne-Rhône-Alpes.
Ses habitants sont appelés les Saint-Sylvestrois et les Saint-Sylvestroises.

## Géographie
La commune, traversée par le 45e parallèle nord, est de ce fait située à égale distance du pôle Nord et de l'équateur terrestre (environ 5 000 km).

### Situation
Le village de Saint-Sylvestre est situé à 23 kilomètres de Valence (Drôme) et se situe à 440 mètres d'altitude sur le piémont des monts du Vivarais.

### Communes limitrophes
Les communes proches de Saint-Syvestre sont Plats (3,42 kilomètres), Champis (3,44 kilomètres), Saint-Romain-de-Lerps (4,13 kilomètres), Colombier-le-Jeune (4,38 kilomètres) et Gilhoc-sur-Ormèze (4,64 kilomètres).

### Climat
Pour des articles plus généraux, voir Climat d'Auvergne-Rhône-Alpes et Climat de l'Ardèche.
En 2010, le climat de la commune est de type climat des marges montargnardes, selon une étude du CNRS s'appuyant sur une série de données couvrant la période 1971-2000. En 2020, Météo-France publie une typologie des climats de la France métropolitaine dans laquelle la commune est dans une zone de transition entre le climat de montagne et le climat méditerranéen et est dans la région climatique  Moyenne vallée du Rhône, caractérisée par un bon ensoleillement en été (fraction d’insolation > 60 %), une forte amplitude thermique annuelle (4 à 20 °C), un air sec en toutes saisons, orageux en été, des vents forts (mistral), une pluviométrie élevée en automne (250 à 300 mm). 
Pour la période 1971-2000, la température annuelle moyenne est de 11,2 °C, avec une amplitude thermique annuelle de 17 °C. Le cumul annuel moyen de précipitations est de 949 mm, avec 7,6 jours de précipitations en janvier et 5,5 jours en juillet. Pour la période 1991-2020, la température moyenne annuelle observée sur la station météorologique de Météo-France la plus proche, « Colombier Jeune Rad », sur la commune de Colombier-le-Jeune à 4 km à vol d'oiseau, est de 11,6 °C et le cumul annuel moyen de précipitations est de 965,0 mm,. Pour l'avenir, les paramètres climatiques de la commune estimés pour 2050 selon différents scénarios d'émission de gaz à effet de serre sont consultables sur un site dédié publié par Météo-France en novembre 2022.

## Urbanisme

### Typologie
Au 1er janvier 2024, Saint-Sylvestre est catégorisée commune rurale à habitat très dispersé, selon la nouvelle grille communale de densité à 7 niveaux définie par l'Insee en 2022.
Elle est située hors unité urbaine. Par ailleurs la commune fait partie de l'aire d'attraction de Valence, dont elle est une commune de la couronne,. Cette aire, qui regroupe 71 communes, est catégorisée dans les aires de 200 000 à moins de 700 000 habitants,.

### Occupation des sols
L'occupation des sols de la commune, telle qu'elle ressort de la base de données européenne d’occupation biophysique des sols Corine Land Cover (CLC), est marquée par l'importance des territoires agricoles (65,5 % en 2018), en augmentation par rapport à 1990 (64,3 %). La répartition détaillée en 2018 est la suivante : 
zones agricoles hétérogènes (48,3 %), forêts (34,5 %), prairies (17,3 %).
L'évolution de l’occupation des sols de la commune et de ses infrastructures peut être observée sur les différentes représentations cartographiques du territoire : la carte de Cassini (XVIIIe siècle), la carte d'état-major (1820-1866) et les cartes ou photos aériennes de l'IGN pour la période actuelle (1950 à aujourd'hui).

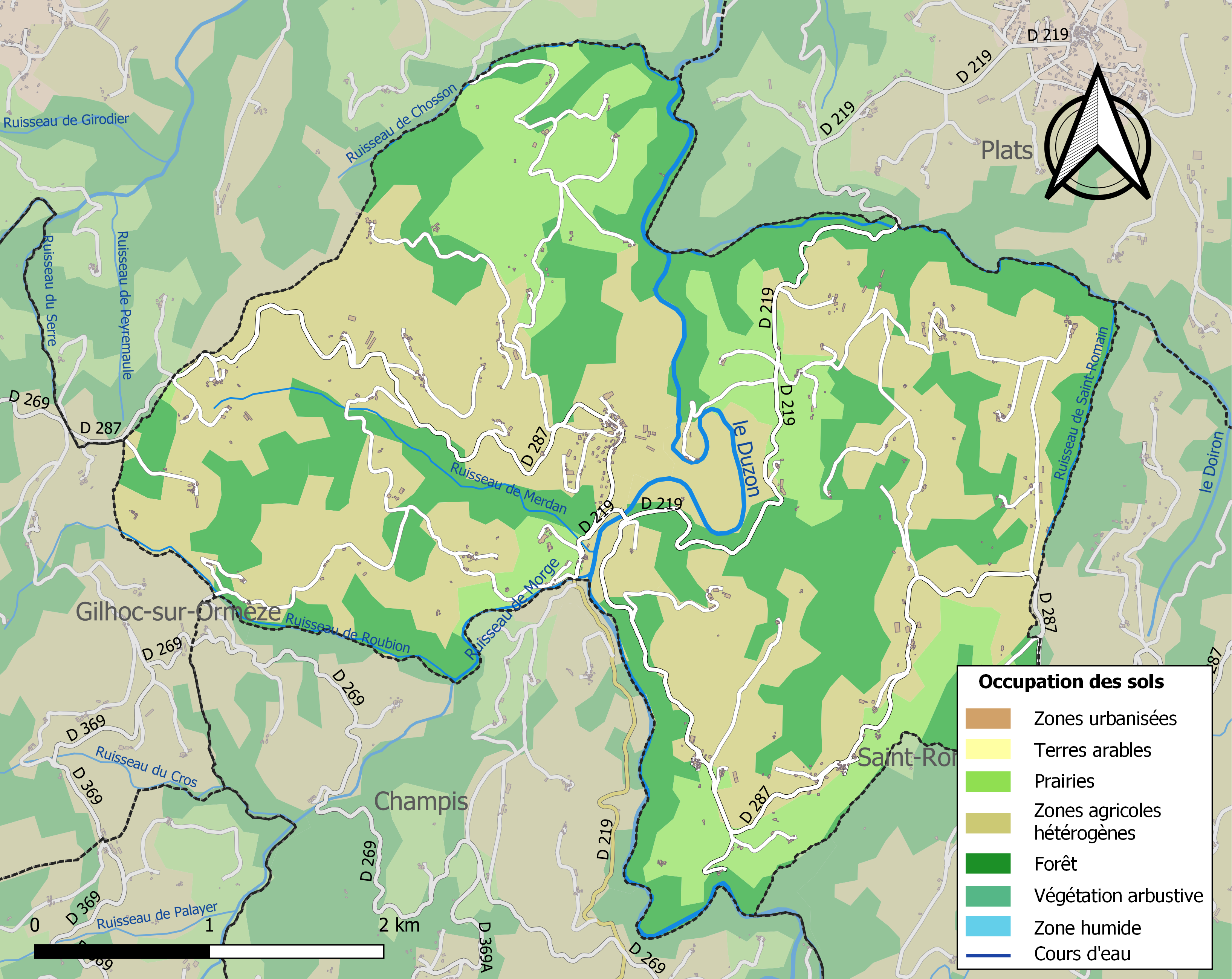
Carte des infrastructures et de l'occupation des sols de la commune en 2018 (CLC).

### Risques naturels
En ce qui concerne les risques répertoriés, Saint-Sylvestre est sensible aux feux de forêt, aux mouvements de terrain et se trouve en zone de sismicité 3.

## Histoire
Le village a appartenu à la baronnie de Crussol. Avant la Révolution, la cure de Saint-Sylvestre formait un archiprêtré dont dépendaient les 33 paroisses rattachées à l’évêché de Valence.

## Politique et administration

### Tendances politiques et résultats
La mairie est sans étiquette.

### Liste des maires

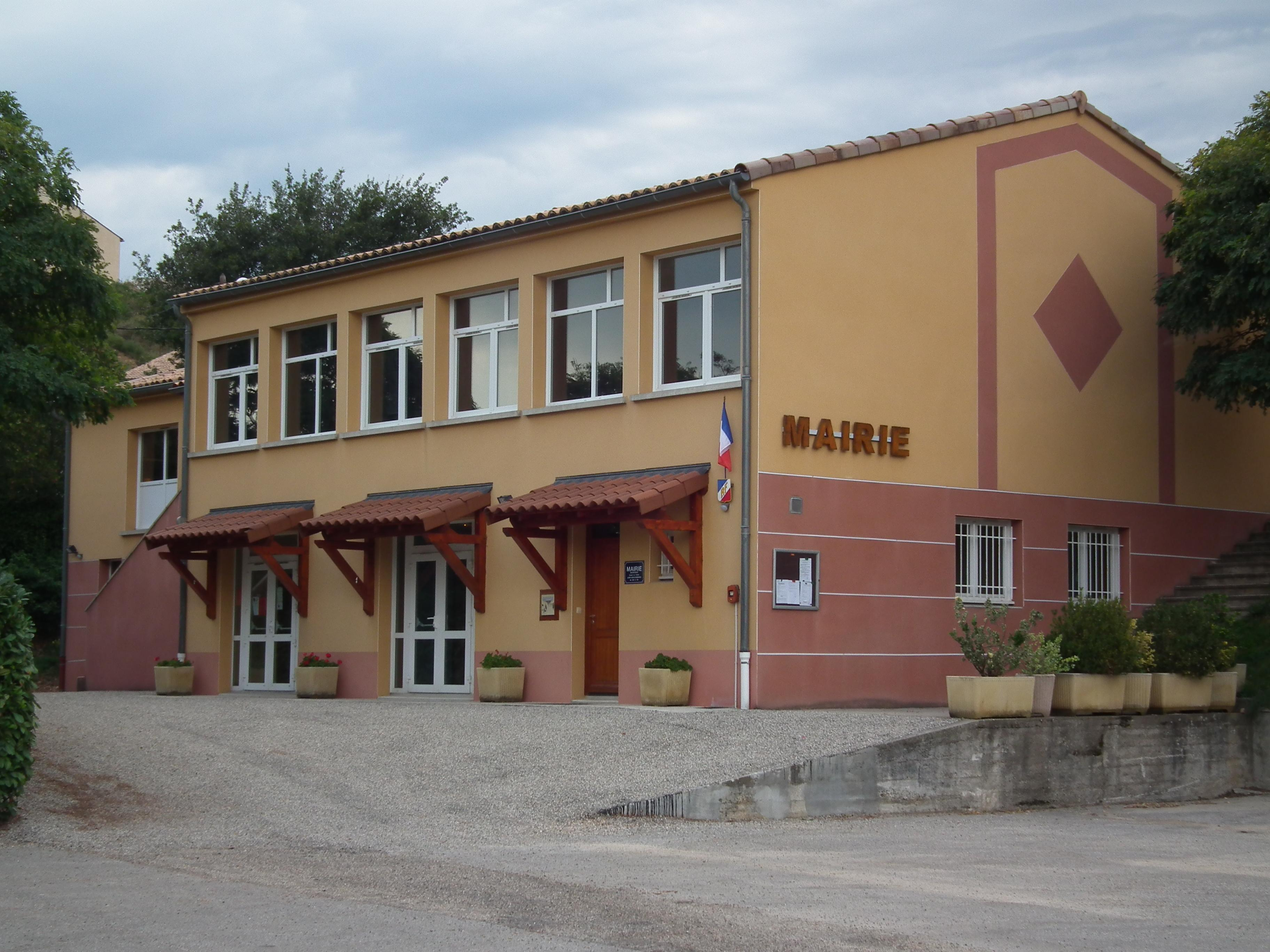
La mairie.

| Période                                  | Période                     | Identité            | Étiquette | Qualité                |
| ---------------------------------------- | --------------------------- | ------------------- | --------- | ---------------------- |
| Les données manquantes sont à compléter. |                             |                     |           |                        |
| mars 2001                                | mars 2008                   | Madeleine Fouraison |           |                        |
| mars 2008                                | 2014                        | Maurice Chantepy    |           |                        |
| 2014                                     | En cours (au 24 avril 2014) | Éliane Blache       | SE        | Agricultrice retraitée |

## Population et société

### Démographie
L'évolution du nombre d'habitants est connue à travers les recensements de la population effectués dans la commune depuis 1793. Pour les communes de moins de 10 000 habitants, une enquête de recensement portant sur toute la population est réalisée tous les cinq ans, les populations de référence des années intermédiaires étant quant à elles estimées par interpolation ou extrapolation. Pour la commune, le premier recensement exhaustif entrant dans le cadre du nouveau dispositif a été réalisé en 2008.

En 2022, la commune comptait 511 habitants, en évolution de +0,79 % par rapport à 2016 (Ardèche : +2,48 %, France hors Mayotte : +2,11 %).
| 1793 | 1800 | 1806 | 1821 | 1831 | 1836 | 1841 | 1846 | 1851 |
| ---- | ---- | ---- | ---- | ---- | ---- | ---- | ---- | ---- |
| 850  | 477  | 572  | 729  | 662  | 622  | 716  | 912  | 930  |

| 1856 | 1861 | 1866 | 1872 | 1876 | 1881 | 1886 | 1891 | 1896 |
| ---- | ---- | ---- | ---- | ---- | ---- | ---- | ---- | ---- |
| 963  | 977  | 974  | 925  | 927  | 845  | 870  | 869  | 818  |

| 1901 | 1906 | 1911 | 1921 | 1926 | 1931 | 1936 | 1946 | 1954 |
| ---- | ---- | ---- | ---- | ---- | ---- | ---- | ---- | ---- |
| 783  | 749  | 660  | 623  | 581  | 596  | 548  | 526  | 486  |

| 1962 | 1968 | 1975 | 1982 | 1990 | 1999 | 2006 | 2008 | 2013 |
| ---- | ---- | ---- | ---- | ---- | ---- | ---- | ---- | ---- |
| 507  | 475  | 385  | 363  | 334  | 350  | 447  | 475  | 497  |

| 2018 | 2022 | - | - | - | - | - | - | - |
| ---- | ---- | - | - | - | - | - | - | - |
| 509  | 511  | - | - | - | - | - | - | - |

### Enseignement
La commune est rattachée à l'académie de Grenoble.

### Médias
Deux journaux sont distribués dans les réseaux de presse desservant la commune :
- L'Hebdo de l'Ardèche est un journal hebdomadaire français basé à Valence. Il couvre l'actualité de tout le département de l'Ardèche.
- Le Dauphiné libéré est un journal quotidien de la presse écrite française régionale distribué dans la plupart des départements de l'ancienne région Rhône-Alpes, notamment l'Ardèche. La commune est située dans la zone d'édition d'Annonay-Nord-Ardèche[19].

### Cultes
La communauté catholique de Saint-Sylvestre est rattachée à la paroisse « Saint-Pierre de Crussol », elle-même rattachée au diocèse de Viviers.

## Culture locale et patrimoine

### Patrimoine religieux
- La chapelle de Saint-Martin de Galejas, et sa fontaine « miraculeuse » guérissant les maladies de peau[réf. nécessaire] (dont la gale, d'où son nom de « Galejas »). Attestée dès le Xe siècle dans la viguerie de Soyons, puis propriété de l'abbaye de Saint-Chaffre. Nombreuses croix gravées sur les blocs extérieurs.  Il s'agit d'un édifice roman construit fin XIe-début XIIe siècle. La nef de la chapelle a bénéficié de travaux entre 1959 et 1961. La chapelle est ouverte lors de cérémonies religieuses et pour les journées du Patrimoine.
- Église Saint-Sylvestre de Saint-Sylvestre.
- Il ne subsiste de l'ancienne église que quelques éléments près de l'ancien cimetière. L'église actuelle a été édifiée grâce à une souscription des habitants en mai 1874.

### Lieux et monuments
- Le château de Saint-Sylvestre. Il appartenait en 1400 au seigneur de Crussol Giraud Bastet. Il a également fait partie de la dot de Philippa de Fay à la Maison de Poitiers lors de son mariage avec Aymard III. En 1662, il était la propriété du capitaine François Gratien de Fay Villers. Il a ensuite été occupé par François du Faure, seigneur de Saint-Sylvestre, en 1694, puis par son frère Alexis du Faure, et son neveu Louis Joseph Claude du Faure, chevalier, marquis de Saint‑Sylvestre et capitaine lieutenant des Mousquetaires noirs de la garde du Roi. Il est vendu en 1770 à Jean Boutaud, avocat puis à Samuel Adolphe Barde. En 1928 il est vendu aux enchères à Léon Terrasse. Le château est repris par son fils en 1945 qui le lègue à ses frère et sœur en 1998.
- Le « Pont Romain » (mais cependant sans doute postérieur, les archéologues pensent qu'il a été construit au Moyen Âge), situé dans des gorges rocheuses, présente une arche imposante. Les rampes d'accès au pont ont néanmoins disparu, sans doute emportées par les inondations du Duzon et du Doiron postérieurement à 1820 (cadastre napoléonien). Ce pont se trouve sur un chemin muletier qui va des montagnes du Vivarais à la vallée du Rhône. Il est aujourd'hui un lieu très fréquenté par les promeneurs[21],[22].

### Productions locales
On peut acheter au village les abricots du pays, des confitures produites au lieu-dit Mazairas ainsi que des fromages.

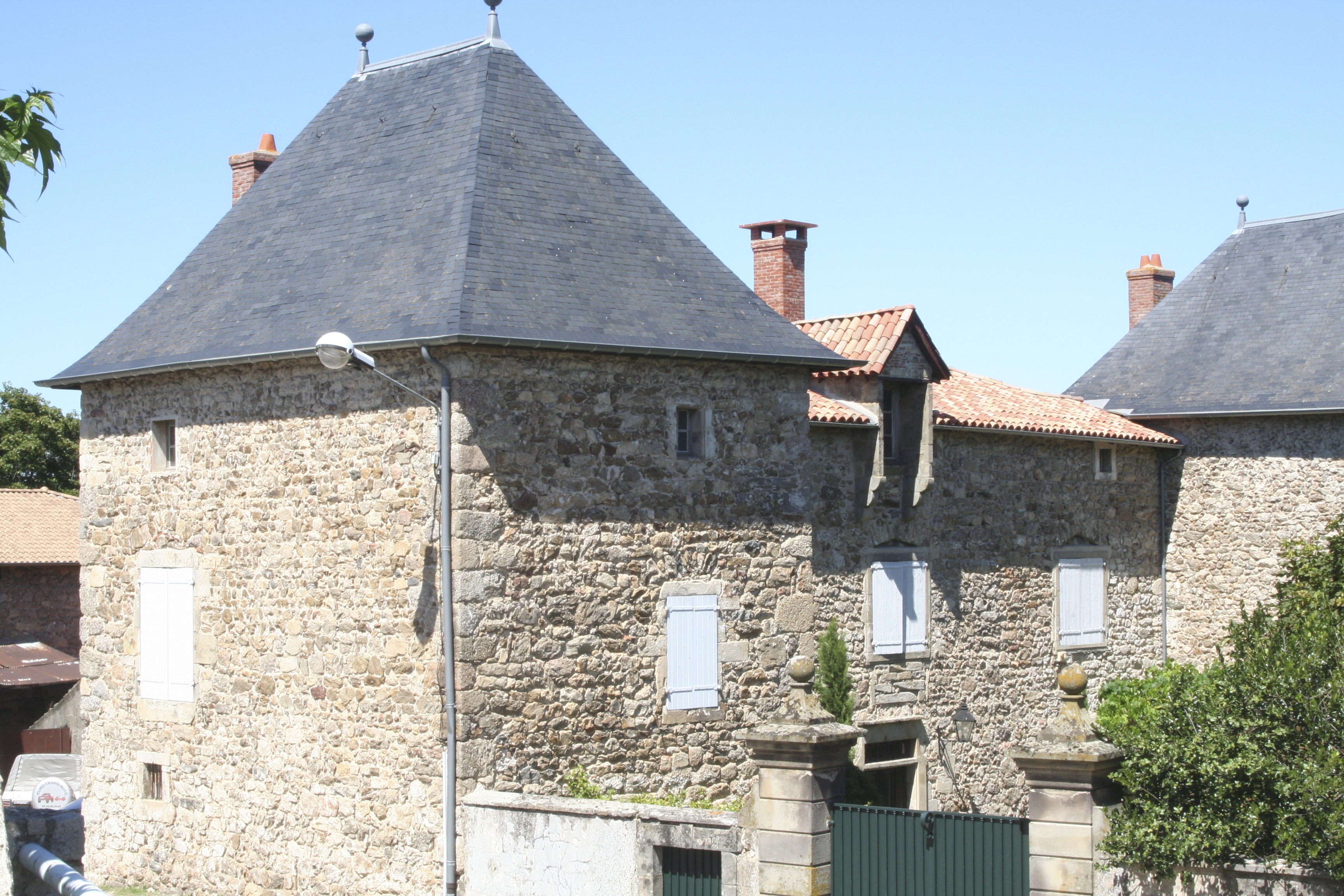
Le château de Saint-Sylvestre.